# Johann Nepomuk David
Johann Nepomuk David (Eferding, 30 november 1895 – Stuttgart, 22 december 1977) was een Oostenrijks componist. Hij schreef talrijke orkest-, koor- en orgelwerken. Hij was leraar van Helmut Lachenmann en een aantal andere bekende componisten en artiesten.  

## Biografie
Nepomuk David begon van 1906 tot 1909 in het kinderkoor van de Augustijnse klooster van Sint Florian en leerde daarna tot 1912 aan het gymnasium van de abdij van Kremsmünster en aansluitend tot 1915 aan de bisschoppelijke lerarenopleiding in Linz. Van 1915 tot 1924 was hij leraar aan volksscholen in Peterskirchen en Waizenkirchen.
Ondertussen studeerde hij van 1921 tot 1922 aan de muziekacademie van Wenen en aan de universiteit van Wenen. Leraren waren bijvoorbeeld Joseph Marx en Guido Adler en hij onderhield persoonlijke contacten met de componisten  Josef Matthias Hauer en Arnold Schönberg. Van 1922 tot 1924 had hij de muzikale leiding over de Kunststelle in Linz.
Van januari 1925 tot de herfst van 1934 was hij leraar aan de katholieke volksschool en vanaf een jaar sinds zijn aantreden leidde hij ook het Bach-koor dat hij daar zelf oprichtte. Daarnaast was hij van 1930 tot 1934 organist aan de protestantse Christuskirche in Wels. Van november 1934 tot januari 1945 was hij leraar voor theorie en compositie en leider van de cantorij van de Felix Mendelssohnschool voor Muziek en Theater in  Leipzig (sinds 1941 Hogeschool voor Muziek). In 1942 kreeg hij de leiding over het instituut.
In de tijd van het nationaalsocialisme componeerde de partijloze David vrijwel alleen 'absolute muziek' (zoals kamermuziek, symfonieën en orkestwerken) of geestelijke muziek (orgelmuziek en motetten). Een heldenverering / motet na een woord van de Führer die hij onder dwang moest componeren werd op 7 november 1942 in Leipzig opgevoerd, maar bleef niettemin ongepubliceerd. Interessant hierbij is dat David de tekst sluw zo had opgesteld dat deze onbegrijpelijk was, waardoor de resulterende compositie onbruikbaar werd voor propagandadoeleinden.
Na de zware bombardementen op Leipzig van 3 op 4 december 1943, waarbij zijn werk voor zijn Symfonie nr. 4 verloren ging, leidde David de evacuatie in april 1994 van de muziekhogeschool naar Crimmitschau waar hij onder moeilijke omstandigheden studeerde. In augustus 1944 kwam hij op de Gottbegnadeten-Liste te staan die voorkwam dat hij moest vechten aan het front.
Van 1945 tot 1947 was hij hoogleraar voor compositie, leider van de cantorij en leider van de Mozarteum-universiteit in Salzburg. Van 1948 tot 1963 was hij hoogleraar voor theorie en contrapunt aan de muziekhogeschool in Stuttgart. Van 1949 tot 1952 was hij dirigent van het Stuttgarter Brucknerchores en van 1950 tot 1953 dirigent van het kamerorkest van de hogeschool. Met dit ensemble gaf hij een vooraanstaand optreden in Parijs. Hij voerde er ook eigentijdse composities mee op die door de zender Süddeutscher Rundfunk werden uitgezonden.
Hij was een leraar van veel bekende componisten en artiesten, onder wie Hans Stadlmair, Helmut Lachenmann, Ruth Zechlin, Hans Joachim Kauffmann en Hans Georg Bertram.
Na zijn overlijden in december 1977 werd hij eerst begraven in Stuttgart. In 1978 werd zijn graf verplaatst naar een eregraf op het Zentralfriedhof in Wenen.
Er is een collectie aan hem gewijd in het Musikinstrumentenmuseum in het Schloss Kremsegg, Kremsmünster,  in Opper-Oostenrijk.
- Bibsys: 90060221
- Biblioteca Nacional de España: XX995609
- Bibliothèque nationale de France: cb138930027 (data)
- CiNii: DA10872831
- Gemeinsame Normdatei: 11852397X
- International Standard Name Identifier: 0000 0001 1033 2074
- Library of Congress Control Number: n81016927
- Nationale Bibliotheek van Letland: 000044387
- MusicBrainz: d1092c69-0593-4a74-8a49-483d54f46ce6
- Bibliotheek van het Japanse parlement: 00437290
- Nationale Bibliotheek van Tsjechië: jn20030829001
- Nationale bibliotheek van Australië: 35033609
- Nationale Bibliotheek van Israël: 987007578886805171
- Nationale en Universitaire bibliotheek Zagreb: 000465538
- Nederlandse Thesaurus van Auteursnamen: 070425256
- Istituto Centrale per il Catalogo Unico: ATMV001247
- LIBRIS: 337102
- SNAC: w6680f4m
- Système universitaire de documentation: 080017002
- Trove: 806177
- Virtual International Authority File: 115678194
- WorldCat: E39PBJc3Pmk94Tkjgw7rp8JFKd